# Žagarica
Žagarica (znanstveno ime Saga pedo) je kobilica iz družine cvrčalk, razširjena v evropskem delu Sredozemlja in v Aziji.
Je travniška vrsta, brez kril, ki lahko doseže tudi do 12 cm v dolžino, s čimer je ena največjih evropskih žuželk. Med kobilicami je posebnost v več pogledih. Je izključno plenilska, hrani se z različnimi žuželkami, najraje z drugimi kobilicami, in kanibalizem ni redek pojav. V ta namen ima močna sprednja dva para nog, opremljena z ostrimi trni, po čemer je dobila tudi latinsko ime (saga - žaga, pedo - noga). Varovalna travnato zelena obarvanost ji omogoča, da počasi zalezuje plen skozi rastje in nenadoma plane nadenj ter ga zagrabi, ko pride dovolj blizu. Nato ga razkosa z ostrimi obustnimi zobci in požre. Aktivna je v večernem somraku in ponoči, po koncu najtoplejšega dela leta pa se aktivnost počasi raztegne čez dan.

## Življenjski krog
Samica odraste in postane spolno zrela tri do štiri tedne po izvalitvi ter prične leči jajčeca. Jeseni svojo dolgo, ostro leglico zabada v zemljo in izleže po eno posamično jajčece. Razvoj je močno odvisen od temperature okolja. Pri temperaturah nad 20 °C se jajčeca pričnejo razvijati takoj in ličinke se izležejo po mesecu in pol do dveh mesecev in pol. Pri hladnejših temperaturah preidejo v stanje diapavze in lahko ostanejo v zemlji do pet let (največkrat dve do tri leta). Po izvalitvi, večinoma v maju, se levijo šest- do sedemkrat preden odrastejo. Odrasle živali se pojavijo v juliju in živijo še štiri do šest mesecev.
Druga posebnost vrste je, da se razmnožuje večinoma partenogenetsko in so v populaciji skoraj izključno samice, ki so kloni druga druge. Do danes ni bilo nobene potrjene najdbe samca v naravi. Samice imajo tudi največje kromosomsko število med predstavniki rodu Saga - 68 - in so verjetno tetraploidne.

## Razširjenost
Kljub temu, da je toploljubna (termofilna) vrsta, je razmeroma odporna na slabe vremenske razmere, zato jo najdemo tudi na nadmorskih višinah do 1500 m oz. v redkih primerih še višje. Območje razširjenosti je obsežno, od Iberskega polotoka na zahodu preko Južne in Srednje Evrope ter Srednje Azije do Kitajske na vzhodu. Najjužnejše nahajališče je Sicilija, najsevernejše pa v ruski Kurganski oblasti pri 54º30' severne zemljepisne širine.
V Sloveniji je razširjena na toplih kraških pobočjih in na Primorskem. Zaradi svoje redkosti je v Sloveniji zavarovana. Ker je njena populacija razpršena in ogrožena zaradi uporabe insekticidov ter izginjanja ustreznih habitatov, je vrsta tudi v svetovnem merilu označena za ranljivo.
Nekaj osebkov so v začetku 1970. let odkrili v ZDA, natančneje v Michiganu, kamor jo je po naključju zanesel človek. Od takrat v ZDA ni bilo novih najdb, kar kaže, da se populacija na tem ozemlju ni ustalila.